# 黃林彪
黃林彪（1831年—1907年），字偉村，直隸省天津府鹽山縣黃龍潭村（今中華人民共和國河北省鹽山縣边务乡黄龙潭村）人，清朝武術家，為劈掛掌名家，有秀才功名，曾任北京綠營總教習。與李雲標、肖和成齊名，人稱燕南三俠。

## 生平
黃林彪從小學習桃園門拳，六合大槍與刀劍等，以武術聞名鄉里。在武術之外，也考取秀才，長於顏李學派。因仰慕前輩李雲標與肖和成的武術，向李雲標學習劈掛掌，之後被稱為燕南三俠。
1866年，在李雲標之後繼任北京綠營總教習。1868年，李雲標與捻軍作戰身亡後，肖和成也無意於武術教授，李雲標與肖和成剩下弟子，轉向黃林彪處習拳。
1899年，在鹽山縣昭忠祠為紀念李雲標而舉行的掛棍儀式中，黃林彪正式收徒。直到1907年過世之前，都致力於傳授鹽山劈掛。

## 武術
拳法以鹽山劈掛掌為主，兵器長於六合大槍與雙手刀法。

## 家庭
生有二子，長子黃雙庭，次子黃僧庭。皆繼承家學，長子黃雙庭以雙槍聞名鄉里。

## 弟子
其弟子有張玉山、李錦富、李書文、馬鳳圖等。